# نورد پینگوئین
نورد پینگوئین (به انگلیسی: Nord Pingouin) یک هواپیمای ساختِ کارخانهٔ نورداویاسیون در کشور فرانسه است. این هواپیما برای نخستین بار در ۱۹۴۴ میلادی مورد استفاده قرار گرفت.